# Euxoa agema
Euxoa agema là một loài bướm đêm thuộc họ Noctuidae. Nó được tìm thấy ở British Columbia, phía nam đến Colorado và California.
Sải cánh dài khoảng 30 mm.